# Moe Bandy
Marion Franklin Bandy Jr., detto Moe (Meridian, 12 febbraio 1944), è un cantante statunitense.
Ha avuto successo soprattutto negli anni '70, sia da solista che in collaborazioni con Joe Stampley.

## Discografia parziale

### Solista
- 1974 - I Just Started Hatin' Cheatin' Songs Today
- 1974 - It Was Always So Easy
- 1975 - Bandy the Rodeo Clown
- 1976 - Hank Williams, You Wrote My Life
- 1976 - Here I Am Drunk Again
- 1977 - I'm Sorry for You My Friend
- 1978 - Soft Lights and Hard Country Music
- 1978 - Love Is What Life's All About
- 1979 - It's a Cheating Situation
- 1979 - One Of A Kind
- 1980 - The Champ
- 1980 - Following the Feeling
- 1981 - Rodeo Romeo
- 1982 - She's Not Really Cheatin' (She's Just Gettin' Even)
- 1983 - Devoted To Your Memory
- 1987 - You Haven't Heard the Last of Me
- 1988 - No Regrets
- 1989 - Many Mansions

### Con Joe Stampley
- 1979 - Just Good Ol' Boys
- 1981 - Hey Joe! Hey Moe!
- 1984 - The Good Ol Boys Alive and Well